# Pegas Fly
Pegas Fly (юридична назва ТОВ "Авіакомпанія «Ікар») — російська авіакомпанія, що базується в аеропорту Ємельяново міста Красноярська і здійснює регулярні магістральні пасажирські перевезення. Частина рейсів виконується в інтересах туроператора Пегас Турістік [Архівовано 23 червня 2020 у Wayback Machine.].
Штаб-квартира компанії розташована в аеропорту Емельяново.
У авіакомпанії є хабаровська філія.

## Історія
Авіакомпанія була заснована в 1993 в Магадані, де експлуатувала вертольоти Мі-8, в основному для перевезення вантажів і патрулювання лісових пожеж.
У 2013 році авіакомпанія була викуплена у попередніх власників і переведена в Красноярськ. 16 квітня 2013 року був отриманий допуск до виконання міжнародних польотів, внесені нові типи ВС і авіакомпанія приступила до виконання чартерних пасажирських рейсів в інтересах туроператора Пегас Туристик на літаках Boeing 757-200 і Boeing 767-300, взятих в сублізинг у авіакомпанії Північний Вітер.

## Маршрутна мережа
Виконує польоти з Архангельська, Астрахані, Барнаула, Бєлгорода, Благовещенська, Братська, Волгограда, Владивостока, Єкатеринбурга, Іркутську, Казані, Кемерово, Краснодар, Красноярськ, Магадана, Мінеральних Вод, Москви, Мурманська, Нижньовартовськ, Нижнього Новгорода, Новокузнецьк, Новосибірськ, Омська, Пермі, Петропавловська-Камчатського, Ростова-на-Дону, Самари, Санкт-Петербурга, Сімферополя, Сургута, Сиктивкара, Томська,Уфи, Хабаровська, Челябінська, Южно-Сахалінська, Оренбурга і інших міст Росії.
З квітня 2015 року авіакомпанія виконує регулярні авіарейси з десяти міст Росії в Сімферополь; з жовтня 2015 року авіакомпанія надала програму регулярних рейсів з шести міст Росії в зимовий період в Сочі і Сімферополь.
Авіакомпанія виконує регулярні рейси Москва — Санкт-Петербург, Москва-Казань, Москва — Красноярськ, Москва — Магадан, Москва — Хабаровськ, Москва — Благовєщенськ, Сочі — Сімферополь, Санкт-Петербург — Сімферополь.
З квітня 2016 року авіакомпанія виконує регулярні авіарейси з чотирнадцяти міст Росії в Сімферополь і тринадцяти у Сочі.
Здійснює чартерні перевезення по замовленням туроператора «Пегас Турістік» у Бангкок, Барселону, Бургас, Камрань, Крабі, Ларнаки, Іракліон, Пальму-де-Мальорку, Пхукет, Фукуок, Тенерифе-Південний, Хошимін, Монастір, Джербу та інші міста.

## Флот

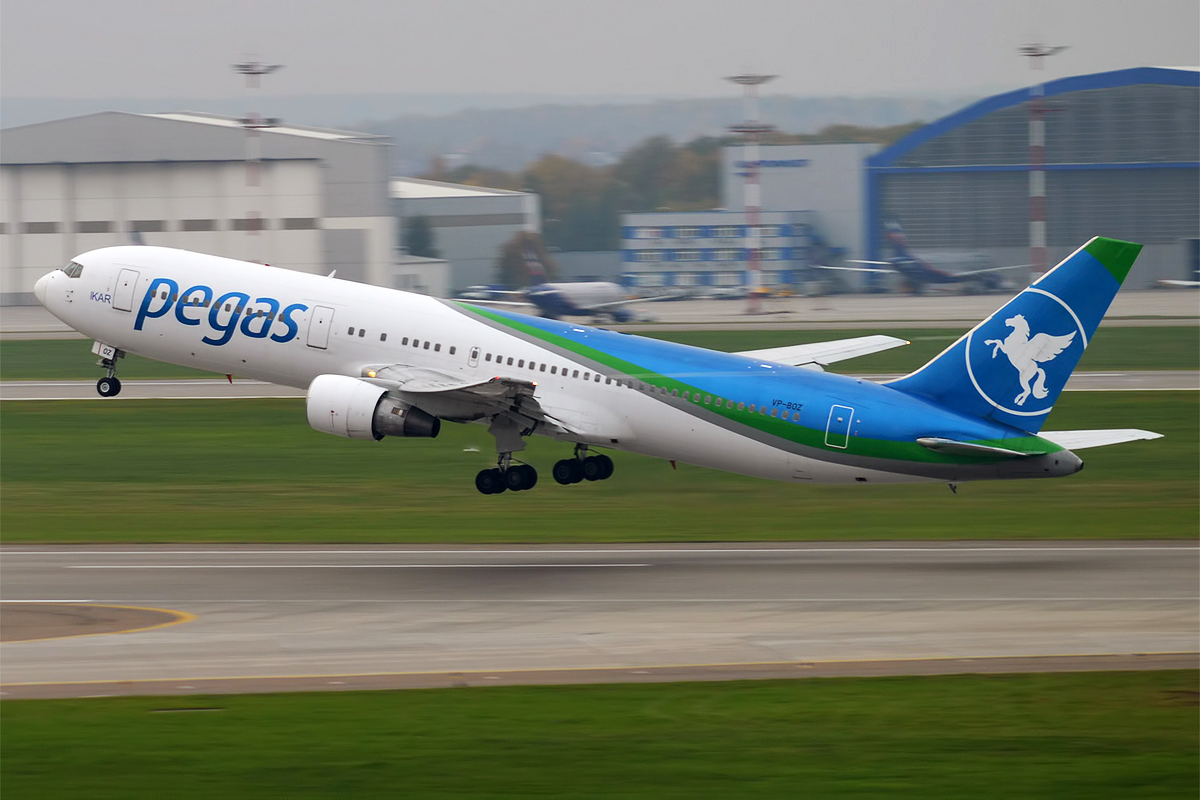
Boeing 767-300ER вилітає з Шереметьєво

Станом на квітень 2017 року авіакомпанія експлуатує вісім повітряних суден.:
Середній вік авіапарку — 17,3 року.
Флот авіакомпанії включав також чотири літаки Boeing 757-200, виведені компанією з експлуатації в кінці 2014 року; а також два Boeing 767-300, виведених компанією з експлуатації в 2016 році.
Чотири Boeing 767-300 пофарбовані в фірмову ліврею авіакомпанії.

## Факти
1. Літак авіакомпанії здійснив екстрену посадку в Іркутську 09.03.2016 у 04:42 за місцевим часом (23:42 мск). Пасажирський літак авіакомпанії «Ікар», що слідував рейсом KAR-305 за маршрутом Москва (Шереметьєво) — Хабаровськ. Постраждалих немає. Причиною посадки стало спрацював датчик задимлення.[12]
2. Літак авіакомпанії здійснив екстрену посадку в Красноярську ввечері 18.01.2017. Літак прямував за маршрутом Перм — Камрань (В'єтнам). Причиною посадки стало засмічення одного з туалетних відсіків.